# Gerbillus andersoni
Espèce
Synonymes
- Gerbillus allenbyi Thomas, 1918
- Gerbillus bonhotei Thomas, 1919

Statut de conservation UICN

 LC  : Préoccupation mineure
Gerbillus andersoni ou Gerbillus (Gerbillus) andersoni est une espèce qui fait partie des rongeurs. C'est une gerbille de la famille des Muridés appelée en français Gerbille d'Allenby ou Gerbille d'Anderson. C'est une espèce côtière du pourtour sud est de la Méditerranée.
Synonymes :
- Gerbillus allenbyi Thomas, 1918
- Gerbillus bonhotei Thomas, 1919